# Preacher curl
Preacher curl är en övning vid styrketräning som främst syftar till att träna brachialis. Muskler som aktiveras är: Biceps brachii, Brachialis och Brachioradialis.